# Иеремия, оплакивающий разрушение Иерусалима
«Иеремия, оплакивающий разрушение Иерусалима» (нидерл. Jeremia treurend over de verwoesting van Jeruzalem) — картина голландского художника Рембрандта, написанная в 1630 году. Это одна из самых известных работ его Лейденского периода.

## Название
Название картины не имеет оснований в исторических документах. Другие библейские фигуры также были предложены для идентификации главного героя, в том числе Лот после падения Содома и Гоморры. Однако различные детали указывают на пророка Иеремию после разрушения Иерусалима в 586 году до нашей эры.

## Описание
Героем картины является полулежащий у подножия могучего столба бородатый старик, который задумчиво поддерживает локоть на книге с надписью «Библия». Перед ним лежит серебряная чаша с золотыми сосудами и украшениями. Они интерпретируются как «подарок», который Иеремия получил от Навузардана, командующего армией Навуходоносора, когда тот был освобожден (Иер. 40:5). Рембрандт выбрал своего отца в качестве модели для фигуры.
Сзади виден разрушенный храм и руины города, освещённые огнем, как и фигуры, которые пытаются что-то спасти. Человек в тяжёлых одеждах, который вдавливает оба кулака в глазницы, интерпретируется как ослепленный царь Седекия (Иер. 39:7).
Главный герой не находится в изоляции, но участвует в ходе разрушения, которое вызывает траур. Ничто не было оценено выше в психологически утонченном искусстве XVII века, чем передача эмоций в позе, жесте и выражении лица в драматический момент. Таким образом, положение Иеремии становится исторической картиной. События отражены в выражении лица Иеремии.

## История владения
Картина находилась во владении Якоба Алейвина (1714 – 1761, Амстердам). 
Не позднее 1761 года она была унаследована Маргаретой Еленой Граафланд (1720 – 1766, Амстердам). 
10 июня 1767 года приобретена Фуке  через анонимные продажи в амстердамском аукционном доме "J. Posthumus и H. de Winter". 
Затем он принадлежал Карлу Филиппу Сезару (1725–1795, Унтер-ден-Линден, 34, Берлин) не позднее 1768 года и был приобретен 1 июля 1778 года Александром Александровичем Головкиным (1732 – 1781, Париж).
Он принадлежал Александру Сергеевичу Строганову (1733 – 1811, Невский проспект, 17, Санкт-Петербург) не позднее 1793 года под названием «Философия и медицина». В неизвестное время он был завещан Наталье Павловне (1796 - 1872) и Сергею Григорьевичу Строганову (1794 - 1882, Санкт-Петербург) и далее Сергею Александровичу Строганову (1852 - 1923, Санкт-Петербург / Париж). 
Затем картину купил Герман Раша (Стокгольм) в 1922 году за 300 000 франков. В 1939 году Государственный музей купил произведение за 150 000 гульденов.

## Восприятие
Некоторые искусствоведы восхваляли «Иеремию, оплакивающего разрушение Иерусалима» как один из ранних шедевров Рембрандта.